# Manoir d'Enfernelle
Le manoir d'Enfernelle ou d'Anfernel est une demeure de la première moitié du XVIIe siècle qui se dresse sur le territoire de la commune française de Courtonne-la-Meurdrac, dans le département du Calvados, en région Normandie. L'édifice est partiellement inscrit au titre des monuments historiques.

## Localisation
Le manoir est situé au sommet d'un coteau dominant la vallée de la Courtonne, sur la commune de Courtonne-la-Meurdrac, dans le département français du Calvados.

## Historique
Le manoir est daté de la première moitié du XVIIe siècle. Il aurait été édifié au début de ce siècle par Jacob du Houlley, sieur d'Anfernel.
Selon Henri Pellerin, le nom d'Anfernel viendrait de la famille d'Anfernet qui aurait été avant la guerre de Cent Ans en possession des terres.
Pendant la Révolution française, l'abbé Huet, curé de la paroisse y trouvera refuge.

## Description
Le manoir adopte un plan quadrangulaire. La façade possède un décor d'échiquier de briques roses, de silex et de pierres de taille.
Le domaine possède à l'entrée de la propriété un pressoir en colombages et hourdis et, à l'est, une petite chapelle du début du XVIIIe siècle en pierre.

## Protection
Les façades et toitures du manoir, des sept bâtiments des communs (y compris le pigeonnier), et de la chapelle sont inscrits au titre des monuments historiques par arrêté du 4 juillet 1980.